# Antoni Caulees
Antoni Caulees (grec: Αντώνιος Β΄ Καυλέας, Andónios II Kavleas) va ser patriarca de Constantinoble des de l'any 893 fins a 12 de febrer de 901 amb el nom d'Antoni II.
Després que la seva mare morís als dotze anys, Caulees es va convertir en sacerdot i posteriorment monjo d'una abadia el nom de la qual es desconeix. Va cridar l'atenció d'Estilià Zaützes, el gran ministre de l'emperador Lleó VI el Filòsof, que acabà sent enterrat en el monestir de Caulees. Antoni donà suport a Lleó contra el patriarca Foci, i va contribuir a la pacificació de l'església aconseguint un compromís entre els seguidors de Foci i Ignasi de Constantinoble. Després de la mort d'Esteve I, patriarca i germà de l'emperador, aquest va elegir Antoni per a succeir-li el 893.
El patriarca Antoni II va ser un home piadós que generalment donava diners a fundacions monàstiques i va refundar un monestir amb el suport de l'emperador. Tanmateix, es veié implicat en la controvèrsia sobre el tercer casament de Lleó VI, al que va concedir una dispensació.
Va ser canonitzat i l'església catòlica i l'ortodoxa celebren la seva festivitat el 12 de febrer.